# 中国地区高専コンピュータクラブコミュニティ
中国地区高専コンピュータクラブコミュニティは、中国地区にある高等専門学校のコンピュータ系クラブに所属する学生により構成される団体。略称CCC。
コンピュータによる創作活動を通して交友を図ることを目的として結成された。
毎年「コンピュータフェスティバル」というコンテストを開催している。
構成員の大半は全国高等専門学校プログラミングコンテストに関連を持つ。

## 加盟高専（団体名）
- 宇部工業高等専門学校（コンピュータ部）
- 大島商船高等専門学校（コンピュータ部）
- 津山工業高等専門学校（システム研究部）
- 徳山工業高等専門学校（ニューメディア部）
- 広島商船高等専門学校（マルチメディア同好会）
- 松江工業高等専門学校（情報科学研究部）
- 米子工業高等専門学校（コンピュータ同好会, CG同好会, VTuber同好会）
- 呉工業高等専門学校（ICT科学部）